# NGC 5298
NGC 5298 é uma galáxia espiral barrada (SBb) localizada na direcção da constelação de Centaurus. Possui uma declinação de -30° 25' 45" e uma ascensão recta de 13 horas, 48 minutos e 36,3 segundos.
A galáxia NGC 5298 foi descoberta em 30 de Março de 1835 por John Herschel.